# Gewichtsconsulent
Een gewichtsconsulent is iemand die mensen met overgewicht begeleidt door middel van goede voeding. Iemand die de gewichtsconsulent bezoekt, wordt geen 'patiënt' maar 'cliënt' genoemd. Een gewichtsconsulent is onder andere geschoold in de voedingsleer en helpt met verantwoord afvallen. Door het adviseren van een bepaald eetpatroon of door de cliënt te wijzen op gezonde(re) alternatieven wordt het doel (namelijk: een gezond gewicht) bereikt. Gewichtsconsulenten maken veelal gebruik van verschillende coachingsmethoden en motiveren de cliënt om ook meer te gaan bewegen of te gaan sporten. Naast begeleiding bij overgewicht geven veel gewichtsconsulenten ook advies of voorlichting met betrekking tot voeding, bijvoorbeeld bij bedrijven en/of op scholen.
Een gewichtsconsulent is geen diëtist. De beroepsnaam gewichtsconsulent is niet vastgelegd, wat betekent dat iedereen zich zo mag noemen. 
In 2005 is de Beroepsvereniging Gewichtsconsulenten Nederland opgericht, een overkoepelende belangenvereniging voor vrijgevestigde en in loondienst werkzame gewichtsconsulenten. Gewichtsconsulenten die lid zijn van deze vereniging moeten zich aan een aantal lidmaatschaps- en kwaliteitseisen houden, waaronder werken volgens de Richtlijnen goede voeding van de Gezondheidsraad. Advies is altijd betreffende gezonde voeding, er worden geen maaltijdvervangers of afslankmiddelen geadviseerd. Deze gewichtsconsulenten zijn te herkennen aan de titel 'BGN-Gewichtsconsulent'.